# جان فرانسوا دافي
جان فرانسوا دافي (بالفرنسية: Jean-François Davy)‏ هو منتج أفلام وكاتب سيناريو ومخرج وممثل فرنسي، ولد في 3 مايو 1945 بباريس في فرنسا.

## وصلات خارجية
- جان فرانسوا دافي على موقع IMDb (الإنجليزية)
- جان فرانسوا دافي على موقع ألو سيني (الفرنسية)
- جان فرانسوا دافي على موقع أول موفي (الإنجليزية)
- جان فرانسوا دافي على موقع قاعدة بيانات الأفلام السويدية (السويدية)
- جان فرانسوا دافي على موقع قاعدة بيانات الفيلم (الإنجليزية)
- جان فرانسوا دافي على موقع كينوبويسك (الروسية)